# کورمیگک
کورمیگک (به آلمانی: Cörmigk) یک منطقهٔ مسکونی در آلمان است که در کونرن واقع شده‌است. کورمیگک  ۵۴۵ نفر جمعیت دارد.